# Меркушина Ірина Володимирівна
Іри́на Володи́мирівна Мерку́шина (до шлюбу — Корчагіна; народ. 8 березня 1968, Куйбишев) — радянська і українська біатлоністка. Срібна призерка чемпіонату світу (2003), дворазова бронзова призерка чемпіонатів Європи, учасниця Кубка світу, бронзова призерка чемпіонату СРСР. Майстер спорту України міжнародного класу. Заслужений тренер України.

## Біографія
Ірина Володимирівна Корчагіна народилась 8 березня 1968 року в місті Куйбишеві (нині Самара). У дитинстві з батьками переїхала в Курган, де закінчила школу. Випускниця Омського державного інституту фізичної культури, в ньому почала займатися біатлоном.
1986 року виконала норматив майстра спорту СРСР. Наприкінці 1980-х переїхала в Суми, а згодом до Львова. Тренери — Михайло Петрович Крутиков (в Омську), Ігор Аркадійович Бушмильов, Роман Романович Боднарук (у Сумах), також тренувалася під керівництвом свого чоловіка Олега Меркушина.
1989 року взяла участь в зимовій Універсіаді в Софії. В особистих гонках на п'єдестал не потрапила, а в естафеті збірна СРСР виграла золоті медалі.
На Спартакіаді народів СРСР 1990 року, що проходила в Тисовці і мала статус чемпіонату СРСР, стала бронзовим призером в естафеті у складі збірної Української РСР. В особистих змаганнях кращим результатом стало п'яте місце.
З 1992 року виступала за збірну України. На Кубку світу дебютувала в сезоні 1992/93, де на етапі в Естерсунді показала найкращий результат за кар'єру — сьоме місце в індивідуальній гонці, ще раз фінішувала сьомою в сезоні 1999/00 в спринті на етапі в Обергофі. Тричі ставала призером етапів в естафетах.
Взяла участь в чотирьох чемпіонатах світу — в 1993, 1997, 2000 і 2003 роках. В особистих дисциплінах найкращим результатом стало 31-е місце в спринті на чемпіонаті світу 1997 року в Осрбліє. На чемпіонаті світу 2003 року в Ханти-Мансійську стала срібним призером в естафеті в складі збірної України разом з Оксаною Хвостенко, Оксаною Яковлевою і Оленою Петровою.
У 1998 році взяла участь в Олімпійських іграх в Нагано, на спринтерській дистанції фінішувала 49-ю серед 64-х учасниць.
Брала участь у трьох чемпіонатах Європи, в 2001, 2002 і 2003 роках. Двічі, в 2001 і 2002 роках, ставала бронзовим призером в естафетах. Найкращий результат в особистих гонках чемпіонату Європи — сьоме місце в спринті в 2002 році.
1999 року стала бронзовою призеркою чемпіонату світу з літнього біатлону в естафеті — разом з Оксаною Яковлєвою, Тетяною Литовченко і Оксаною Гловою.
Після закінчення сезону 2003/04 оголосила про завершення спортивної кар'єри. Працювала тренером з біатлону у Львові, потім у Тернополі. Старший викладач кафедри спорту Тернопільського національного економічного університету, тренер-викладач з біатлону фізкультурно-спортивного товариства «Динамо».
Одружилася в середині 1990-х років з Олегом Меркушиним, тренером з біатлону. Доньки Анастасія (1995 р.н.) і Олександра (2005 р.н.) також займаються біатлоном. Старша донька входить до складу збірної України.

## Кубок світу
Результати виступів у розіграшах Кубка світу:
- 1992/93 — … (36 очок)
- 1993/94 — … (3 очки)
- 1994/95 — не виступала
- 1995/96 — очок не набирала
- 1996/97 — 56-е місце (23 очки)
- 1997/98 — 68-е місце (10 очок)
- 1998/99 — не виступала
- 1999/00 — 50-е місце (19 очок)
- 2000/01 — 60-е місце (23 очки)
- 2001/02 — 83-е місце (2 очки)
- 2002/03 — очок не набирала
- 2003/04 — очок не набирала

## Нагороди і звання
- Майстер спорту України міжнародного класу[3].
- Заслужений тренер України[4].
- Грамота Тернопільської обласної державної адміністрації, 2014[5][6]